# Siechenhaus

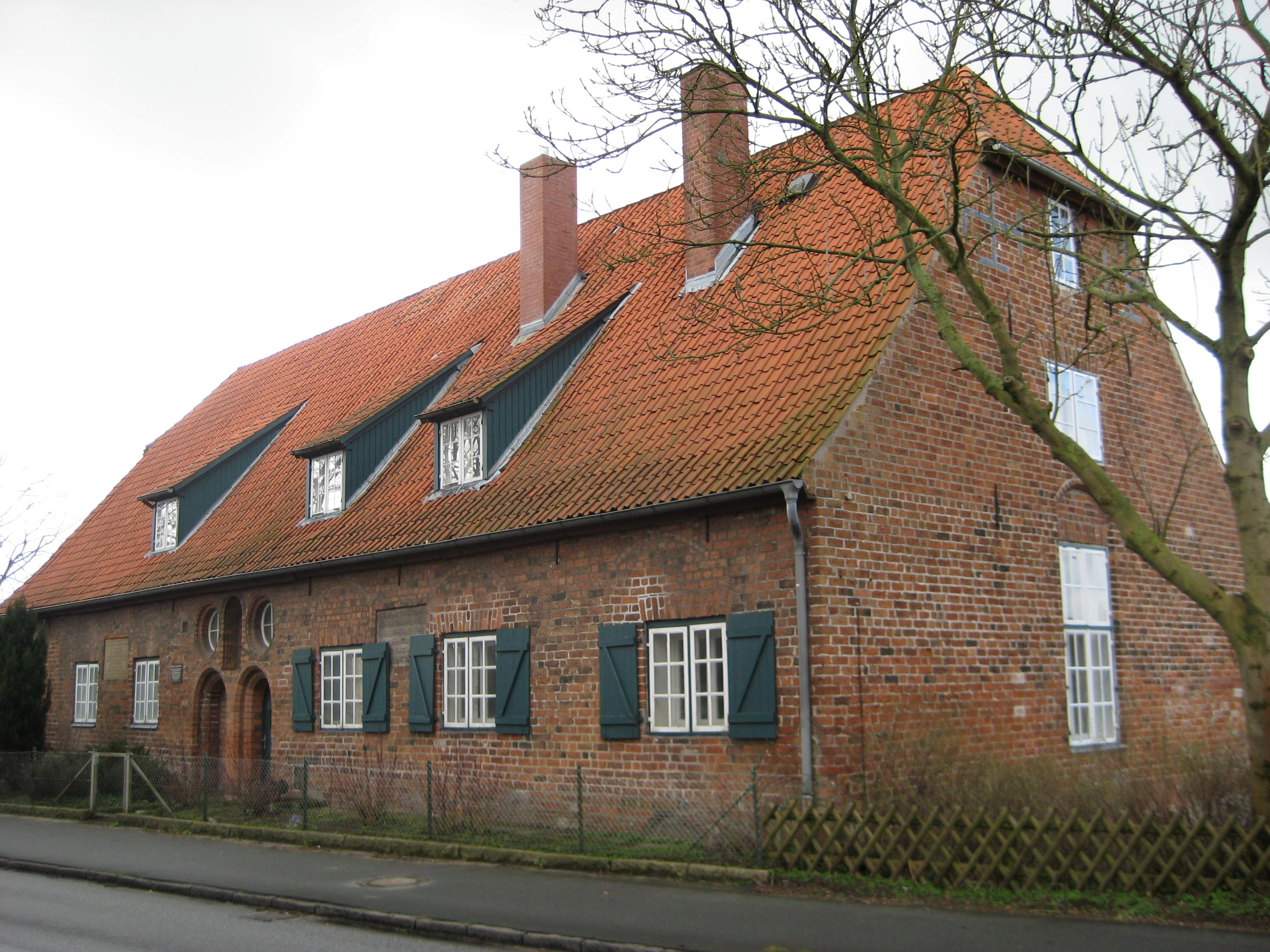
Siechenhaus (Lübeck, Klein-Grönau)

Siechenhaus (von mittelhochdeutsch siechenhûs; auch Siechhaus, Siechenhof, Siechhof, Siechkobel) war vom Mittelalter bis Anfang der Neuzeit im deutschsprachigen Raum die Bezeichnung für eine Form des Krankenhauses für sehr schwer oder unheilbar erkrankte Menschen (mittelhochdeutsch siech: krank, siech, insbesondere: aussätzig).
Anders als die mittelalterlichen Hospitäler waren die Siechenhäuser Isoliereinrichtungen für Menschen, von denen Infektionsgefahr (Seuchengefahr) ausging; sie wurden außerhalb der Ansiedlungen und Städte angelegt.
Die mittelalterlichen Überlieferungen sind in Bezug auf die Bezeichnungen nicht immer eindeutig, manchmal auch irreführend: Teilweise wurden Siechenhäuser auch als Hospitäler bezeichnet, auch euphemistisch als „Gutleutehaus“ (auch: „Gutleuthaus“), andererseits war mit Siechenhaus als Oberbegriff häufig spezieller ein Sondersiechenhaus gemeint, in dem lepröse (im Leprosorium) oder pestkranke Patienten (im Pesthaus) noch stärker von der Gesellschaft separiert wurden. Leprosorien wurden meist an Ausfallstraßen angelegt, Pesthäuser gänzlich abseits der Ansiedlungen, häufig hinter Gräben und Zäunen.
Die Bezeichnung blieb teilweise bis Anfang des 20. Jahrhunderts erhalten, im Laufe des 19. Jahrhunderts änderte sich aber die Bedeutung: Gemeint waren nun Häuser für die Pflege unheilbar kranker oder alter Menschen innerhalb der Städte – Vorläufer der Pflegeheime, Altersheime und Hospize seit dem 20. Jahrhundert.